# Переяславський Сергій Іванович
Сергі́́й Іва́нович Переяславський (1915, село Маломихайлівка, тепер Покровського району Дніпропетровської області — 24 лютого 2006, місто Київ) — український радянський діяч, новатор сільськогосподарського виробництва, голова колгоспу «Червоний Жовтень» («Родина») Дніпропетровського району Дніпропетровської області, голова Дніпропетровського райвиконкому. Депутат Верховної Ради УРСР 6-го скликання. Герой Соціалістичної Праці (26.02.1958).

## Біографія
Народився у селянській родині.
З червня 1941 року — у Червоній армії, учасник німецько-радянської війни. До серпня 1942 року служив ад'ютантом старшим батальйону 591-го стрілецького полку 176-ї стрілецької дивізії Південного фронту. З березня 1944 по травень 1945 року служив помічником начальника штабу із оперативної роботи 332-го стрілецького полку 241-ї стрілецької дивізії 38-ї армії 4-го Українського фронту.
Після демобілізації здобув юридичну освіту.
Член КПРС.
До 1955 року працював прокурором у Дніпропетровському і Васильківському районах Дніпропетровської області.
У червні 1955—1959 роках — голова колгоспу «Червоний Жовтень» смт Підгородне Дніпропетровського району Дніпропетровської області.
У 1959—1965 роках — голова укрупненого колгоспу «Родина» смт Підгородне Дніпропетровського (деякий час — Новомосковського) району Дніпропетровської області.
У 1965—1967 роках — голова радгоспу «Підгородний» смт Підгородне Дніпропетровського району Дніпропетровської області.
З жовтня 1967 року — голова виконавчого комітету Дніпропетровської районної ради депутатів трудящих Дніпропетровської області.
Потім — на пенсії. Похований у місті Києві.

## Звання
- капітан

## Нагороди
- Герой Соціалістичної Праці (26.02.1958)
- орден Леніна (26.02.1958)
- орден Трудового Червоного Прапора (30.04.1966)
- два ордени Вітчизняної війни ІІ ст. (28.05.1945, 11.03.1985)
- орден Червоної Зірки (7.02.1945)
- медаль «За трудову доблесть» (8.04.1971)
- медалі